# Meksička vaterpolska reprezentacija
Meksička vaterpolska reprezentacija predstavlja državu Meksiko u športu vaterpolu.

## Nastupi na velikim natjecanjima

### Olimpijske igre
- 1952.: trinaesto mjesto
- 1968.: jedanaesto mjesto
- 1972.: trinaesto mjesto
- 1976.: deseto mjesto

### Svjetska prvenstva
- 1973.: dvanaesto mjesto
- 1975.: deveto mjesto
- 1978.: petnaesto mjesto

### Panamaričke igre
- 1951.: četvrto mjesto
- 1955.: četvrto mjesto
- 1959.: četvrto mjesto
- 1963.: peto mjesto
- 1967.:  bronca
- 1971.:  bronca
- 1975.:  zlato
- 1979.: peto mjesto
- 1983.: peto mjesto
- 1987.: peto mjesto
- 1991.: peto mjesto
- 1995.: šesto mjesto
- 1999.: osmo mjesto
- 2003.: peto mjesto
- 2007.: sedmo mjesto
- 2011.: šesto mjesto